# 凱馬克恰爾山
41°44′44.16″N 23°29′22.56″E / 41.7456000°N 23.4896000°E

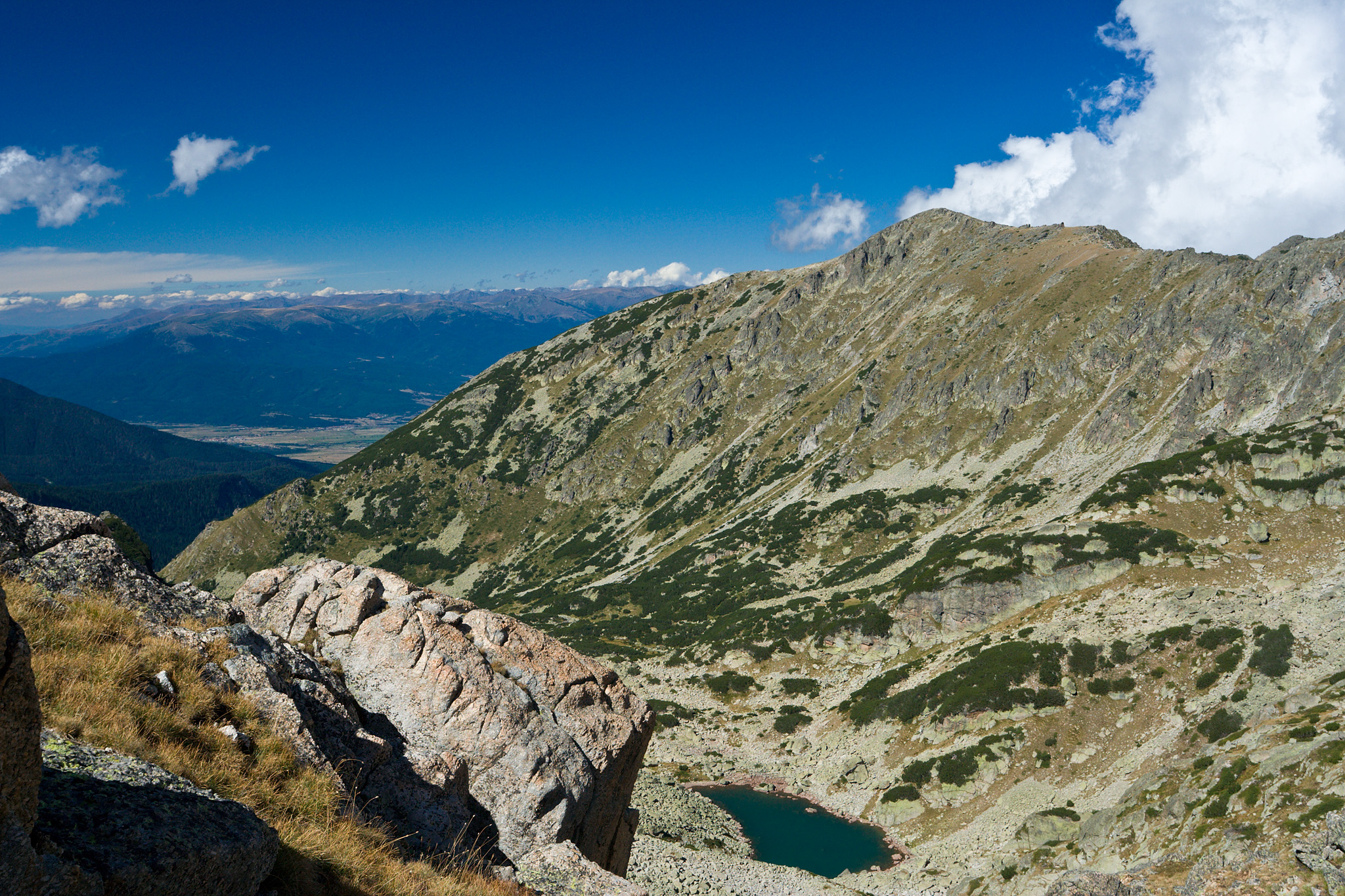

凱馬克恰爾山是保加利亞的山峰，位於該國西南部，處於布拉戈耶夫格勒州，屬於皮林山脈的一部分，海拔高度2,753米，山體由花崗岩組成。